# Чжан Пэнсян
Чжан Пэнся́н (кит. упр. 张鹏翔, пиньинь Zhāng Péngxiáng; 29 июня 1980, Тяньцзинь) — китайский шахматист, гроссмейстер (2001).
В составе национальной сборной участник 2-х олимпиад (2002, 2006). Чемпион Азии (2007).

## Карьера
Чжан научился играть в шахматы, когда ему было 5 лет, а в 6 лет он начал участвовать в шахматных соревнованиях в школе. Он становился чемпионом страны среди молодёжи в 1992 и 1993 годах. В 1999 году он стал чемпионом страны среди юниоров.
Занял второе место на чемпионате Китая по шахматам среди мужчин 1998 года.
С 1997 года Чжан является членом сборной Китая по шахматам . Он участвовал в двух шахматных олимпиадах в 2002 и 2006 годах.
В 2003 году он выиграл индивидуальную золотую медаль на 13-м командном чемпионате Азии по шахматам в Джодхпуре. Также был частью команды 1999 года на 12-м командном чемпионате Азии по шахматам в Шэньяне.

## Изменения рейтинга
| Графики недоступны из-за технических проблем. См. информацию на Фабрикаторе и на mediawiki.org. |